# Baldwin-Effekt
Als Baldwin-Effekt wird ein evolutionärer Mechanismus bezeichnet, bei dem ein ursprünglich durch Lernen erworbenes Merkmal durch natürliche Selektion innerhalb mehrerer Generationen durch ein  vererbtes, also genetisch bestimmtes analoges Merkmal ersetzt wird. Im Gegensatz zu lamarckistischen Vorstellungen wird dabei nicht direkt die erlernte Eigenschaft vererbt, sondern durch diese der Rahmen beeinflusst, innerhalb dessen die natürliche Selektion wirkt. Welche Bedeutung der Baldwin-Effekt in der Evolution tatsächlich hat, ist bis heute umstritten.

## Mechanismus
Die Theorie hinter dem Baldwin-Effekt geht davon aus, dass Verhalten jeweils zum Teil von äußeren Umständen, Instinkten und Erlerntem abhängig ist. Da das Verhalten als Ganzes zur biologischen Fitness, also zum Fortpflanzungserfolg des Individuums beiträgt, ist es für den Erfolg zunächst gleichgültig, ob ein bestimmtes Merkmal ererbt oder individuell erworben worden ist (Ebene der Selektion ist das Individuum). In einer Population aus Individuen, die alle dieselbe durch Umwelteinflüsse geprägte Modifikation zeigen, ist es aber leicht vorstellbar, dass eine Mutation, die dasselbe Merkmal genetisch hervorbringt, anschließend fixiert wird und sich in der Population durchsetzt. Auf diese Weise schafft das erlernte Verhalten Bedingungen, unter denen die natürliche Selektion über zahlreiche Generationen den Erfolg vererbbarer Varianten (Mutationen) fördert, so dass letztendlich ursprünglich erlerntes Verhalten sich im genetischen Material der Art niederschlägt. Das Auftreten und die Richtung der Mutation selbst sind dabei nicht betroffen (das ist der wesentliche Unterschied zum Lamarckismus).
Es gibt zwei Arten biologischer Mechanismen, die zum Baldwin-Effekt führen: Genetische Assimilation und Nischenbildung. Diese beiden biologischen Mechanismen scheinen eine Rückkopplung zu beinhalten, die den Evolutionsprozess verändern kann. Die dem Baldwin-Effekt zugrundeliegende Idee ist, dass manchmal sowohl Richtung als auch Geschwindigkeit der Evolution durch natürliche Selektion von erlernten Verhaltensweisen beeinflusst werden. Zum Beispiel beeinflusst soziales Verhalten mit der Zeit das Genom, wie der russische Genetiker Beljajew an seinen Experimenten mit Füchsen zeigte.

## Geschichte
Der Begriff „Baldwin-Effekt“ wurde 1953 von George Gaylord Simpson für den Mechanismus geprägt, den 1896 James Mark Baldwin, Conwy Lloyd Morgan und Henry Fairfield Osborn unabhängig voneinander beschrieben hatten. Vor allem Baldwin entwickelte die Idee in der folgenden Zeit weiter. Der Baldwin-Effekt wurde von allen drei Wissenschaftlern als eine Möglichkeit angesehen, den Streit zwischen Neodarwinisten und Neolamarckisten um die Frage der Vererbbarkeit erlernten Verhaltens zu entschärfen. Nach der Wiederentdeckung der mendelschen Vererbungslehre zu Beginn des zwanzigsten Jahrhunderts, die die neolamarckistischen Annahmen widerlegte, wurde der Baldwin-Effekt nur wenig beachtet und in die synthetische Evolutionstheorie später als Mechanismus geringerer Bedeutung integriert. Die Meinung verschiedener Evolutionsbiologen zum Baldwin-Effekt war dabei geteilt. Während Julian Huxley der Idee positiv gegenüberstand und George Gaylord Simpson sie zumindest als plausibel ansah, wurde das Konzept von Ernst Mayr und Theodosius Dobzhansky als entweder triviales Beispiel für natürliche Selektion oder Rückfall in den Lamarckismus abgelehnt. Ende des zwanzigsten Jahrhunderts wurde die Idee dagegen besonders von Evolutionsbiologen und Philosophen wie Daniel Dennett als mögliche Erklärung für eine beschleunigte Evolution geistiger Merkmale und das Erreichen ungewöhnlicher evolutionärer Zustände gesehen.